# Litchfield (Minnesota)
Litchfield é uma cidade localizada no estado americano de Minnesota, no Condado de Meeker.

## Demografia
Segundo o censo americano de 2000, a sua população era de 6562 habitantes.
Em 2006, foi estimada uma população de 6645, um aumento de 83 (1.3%).

## Geografia
De acordo com o United States Census Bureau tem uma área de 12,1 km², dos quais 9,7 km² cobertos por terra e 2,4 km² cobertos por água.

## Localidades na vizinhança
O diagrama seguinte representa as localidades num raio de 20 km ao redor de Litchfield.